# Комаров Олег Едуардович
Олег Едуардович Комаров (рос. Олег Эдуардович Комаров; нар. 28 квітня 1964 року) — радянський і російський актор кіно і телебачення. Колишній учасник КВК.

## Біографія
Народився 28 квітня 1964 року. Закінчив Уральський політехнічний інститут та Київський державний театральний інститут.
Грав у КВН за команди «Уральські двірники», «Дрім Тім», «Збірна СНД». Брав участь у проектах «ОСП-Студії», був ведучим передачі «Знак якості». Театральні ролі: «Два в одному», Театральне агентство «Арт Вояж XXI».

## Фільмографія
- 1990 — Здоров'я бажаю! або Скажений дембель —  дембель Кокін
- 1990 — Я оголошую вам війну —  бандит  (немає в титрах)
- 1993 — Спосіб вбивства
- 1994 — Літак летить до Росії —  терорист
- 1998 — 33 квадратних метра
- 1999 — Ворошиловський стрілок —  продавець зброї на ринку
- 1999 — Школа скандалу
- 2000 — Брат 2 —  охоронець в школі
- 2000 — Старі шкапи
- 2000 — Остановка по требованию
- 2000 — Президент і його внучка —  міліціонер
- 2000 — Чек
- 2000 — З новим щастям!
- 2001 — Левова частка
- 2001 — Сищики — телеведучий, журналіст Олег
- 2002 — Бригада —  слідчий
- 2003 — Смугасте літо
- 2004 — Невідкладна допомога
- 2005 — Єсенін —  Григорій Зінов'єв
- 2005 — Дев'ять невідомих —  провідний ігрового шоу «Знання — сила»
- 2005 — Люба, діти і завод ...
- 2006 — У ритмі танго
- 2006 — Брати по-різному —  Аркадій Михайлович Нечаєв
- 2006 — Синок татка
- 2006 — Провінційні пристрасті
- 2007 — 07-й змінює курс
- 2007 — Королі гри
- 2007 — Ти зверху, я знизу
- 2007 — Екстрений виклик (Ч. 1. — «Зайвий свідок») —  Тарасич
- 2008 — Попелюшка 4 × 4. Все починається з бажань —  Каспар
- 2008 — Людина, яка знала все
- 2008 — Ранетки —  Павло Жданов, інспектор ДАІ
- 2009 — Історія льотчика —  Толя Остапчук
- 2010 — Свати 4 —  Валентин
- 2010 — Одного разу в міліції —  майор Василь Лапшин
- 2010 — Татусеві дочки —  замовник реклами
- 2011—2014 — Світлофор —  Олег Едуардович, начальник Паші, підлеглий Паші
- 2011 — Нереальна історія —  Федя Іванов; начальник шарашки
- 2012 — Вісімдесяті —  телемайстер  (в одному епізоді)
- 2013 — Свати 6 —  Валентин
- 2014 — Любить не любить
- 2017 — Любов з обмеженнями —  бомж
- 2018 — Ульотний екіпаж —  Віктор Юрійович Степанов, власник «Восторг Авіа»